# Nicolaus Aschanius (1651–1708)
Nicolaus Aschanius, född 1651 i Askeby församling, Östergötlands län, död maj 1708 i Styrstads församling, Östergötlands län, var en svensk präst.

## Biografi
Nicolaus Aschanius föddes 1651 i Askeby församling. Han var son till kyrkoherden Nicolaus Svenonis Amemontanus. Aschanius blev 1670 student vid Uppsala universitet och skrevs in i universitetets matrikel 11 november 1672. Han prästvigdes 10 oktober 1674 och blev 1675 komminister i Jonsbergs församling. År 1695 blev han kyrkoherde i Styrstads församling. Han avled 1708 i Styrstads församling.

### Familj
Aschanius gifte sig 18 maj 1675 med Maria Botvidsdotter Ljungman (1636–1716). Hon kom från Ljunga i Tåby församling och var änka efter komministern H. Rosenius i Häradshammars församling. Ljungman och Aschanius fick tillsammans barnen Elisabeth Aschanius (född 1675), Ingrid Aschanius (1677–1699) och en dotter (1677–1677).